# Kleingebiet Pápa
Das Kleingebiet Pápa (ungarisch Pápai kistérség) war bis Ende 2012 eine ungarische Verwaltungseinheit (LAU 1) innerhalb des Komitats Veszprém in Ungarn.  Im Zuge der Verwaltungsreform Anfang 2013 ging das Kleingebiet nahezu vollständig in den nachfolgenden Kreis Pápa (ungarisch Pápai járás) über. Die Gemeinde Farkasgyepű wurde dem Kreis Ajka zugeordnet und die Gemeinde Bakonypölöske aus dem Kleingebiet Ajka dem Kreis Pápa, so dass die Zahl der Ortschaften mit 49 konstant blieb.
Im Kleingebiet Pápa lebten Ende 2012 auf einer Fläche von 1.021,10 km² (größtes Kleingebiet im Komitat) 58.930 Einwohner. Mit 58 Einwohnern/km² war die Bevölkerungsdichte die zweitniedrigste im Komitat.
Der Verwaltungssitz befand sich in der einzigen Stadt Pápa (31.528 Ew.).

## Ortschaften
Die folgenden Ortschaften gehörten zum Kleingebiet Pápa:
| Adásztevel     | Bakonyjákó   | Bakonykoppány | Bakonyság      | Bakonyszentiván   |
| Bakonyszücs    | Bakonytamási | Béb           | Békás          | Csót              |
| Dáka           | Döbrönte     | Egyházaskesző | Farkasgyepű    | Ganna             |
| Gecse          | Gic          | Homokbödöge   | Kemeneshőgyész | Kemenesszentpéter |
| Kup            | Külsővat     | Lovászpatona  | Magyargencs    | Malomsok          |
| Marcalgergelyi | Marcaltő     | Mezőlak       | Mihályháza     | Nagyacsád         |
| Nagydém        | Nagygyimót   | Nagytevel     | Nemesgörzsöny  | Nemesszalók       |
| Németbánya     | Nóráp        | Nyárád        | Pápa           | Pápadereske       |
| Pápakovácsi    | Pápasalamon  | Pápateszér    | Takácsi        | Ugod              |
| Vanyola        | Várkesző     | Vaszar        | Vinár          |                   |